# Tour des Flandres féminin 2010
La 7e édition du Tour des Flandres féminin a lieu le 4 avril 2010. C'est la deuxième épreuve de la Coupe du monde. L'épreuve est remportée par la Belge Grace Verbeke.

## Équipes
| Équipes féminines professionnelles (22)- ACS Chirio-Forno d'Asolo - Bizkaia-Durango - Cervélo TestTeam - ESGL 93-GSD Gestion - Fenixs-Petrogradets - Gauss RDZ Ormu - Hitec Products - HTC-Columbia Women - Kuota Speed Kueens - Leontien.nl - Lotto Ladies - MTN - Nederland Bloeit - Noris cycling - Red Sun Cycling Team - Safi-Pasta Zara - SC Michela Fanini Record Rox - Tibco-To the Top - Top Girls Fassa Bortolo-Ghezzi - Topsport Vlaanderen-Thompson - Valdarno - Vienne Futuroscope Équipes nationales (5)- Allemagne - Australie - États-Unis - Grande-Bretagne - Pays-Bas |
| |

## Parcours
La course démarre d'Audenarde. Le mur de Grammont, traditionnel juge de paix de l'épreuve se trouve à seize kilomètres et l'arrivée et la dernière ascension de l'épreuve est le Bosberg situé à douze kilomètres de l'arrivée qui est placée à Meerbeke.
Huit monts sont au programme de cette édition :
| Mont | Nom             | Km  | Revêtement | Longueur (m) | Pente moyenne | Pente maxi | Km de l'arrivée |
| ---- | --------------- | --- | ---------- | ------------ | ------------- | ---------- | --------------- |
| 1    | Côte de Trieu   | 42  | asphalte   |              |               |            | 77              |
| 2    | Eikenberg       | 59  | pavés      | 1 200        | 6,2 %         | 10 %       | 60              |
| 3    | Molenberg       | 75  | pavés      | 463          | 7,0 %         | 14,2 %     | 44              |
| 4    | Leberg          | 82  | asphalte   | 950          | 4,2 %         | 13,8 %     | 37              |
| 5    | Berendries      | 86  | asphalte   | 940          | 7 %           | 12,3 %     | 33              |
| 6    | Tenbosse        | 93  | asphalte   | 450          | 6,9 %         | 8,7 %      | 26              |
| 7    | Mur de Grammont | 103 | pavés      | 475          | 9,3 %         | 19,8 %     | 16              |
| 8    | Bosberg         | 107 | pavés      | 980          | 5,8 %         | 11 %       | 12              |

### Favorites
L'équipe HTC Columbia a gagné les deux éditions précédentes par l'intermédiaire de Judith Arndt et Ina-Yoko Teutenberg et est donc en position de favorite. Marianne Vos fait également figure de prétendante à la victoire. L'équipe Cervélo-TestTeam se présente au départ avec Kirsten Wild, deuxième l'année précédente, Emma Pooley et Mirjam Melchers double vainqueur de l'épreuve. La Suédoise Emma Johansson et la Britannique Nicole Cooke sont également candidates pour la première place.

## Récit de la course
La météo est menaçante avec des averses et venteuse. Grace Verbeke attaque dans le Molenberg. Sur le replat,Adrie Visser la rejoint. Marianne Vos est victime d'incidents mécaniques. Dans le Tenbosse, Sarah Düster sort du peloton. À l'entrée de Grammont, l'écart entre le duo de tête et le peloton est d'environ une minute. Dans le mur de Grammont, Verkebe distance Visser. Derrière, les favorites dont Emma Johansson, Noemi Cantele et Regina Bruins  accélèrent dans ses pentes. Un groupe d'une dizaine de coureuses forment le groupe de poursuite. Adrie Visser est reprise aux environs du Bosberg. Grace Verbeke s'impose seule avec quelques secondes d'avance. Le sprint pour la deuxième place est remporté par Marianne Vos devant Kirsten Wild.

## Classements

### Classement final
| \| Classement général \| Classement général \| Classement général \| Classement général \| Classement général \| \| Coureuse \| Coureuse \| Pays \| Équipe \| Temps \| \| ------------------ \| -------------------- \| ------------------ \| -------------------- \| ------------------ \| \| 1re \| Grace Verbeke \| Belgique \| Lotto Ladies \| 3 h 09 min 27 s \| \| 2e \| Marianne Vos \| Pays-Bas \| Nederland Bloeit \| + 3 s \| \| 3e \| Kirsten Wild \| Pays-Bas \| Cervélo TestTeam \| + 3 s \| \| 4e \| Emma Johansson \| Suède \| Red Sun Cycling Team \| + 3 s \| \| 5e \| Adrie Visser \| Pays-Bas \| HTC-Columbia Women \| + 3 s \| \| 6e \| Chantal Blaak \| Pays-Bas \| Leontien.nl \| + 3 s \| \| 7e \| Noemi Cantele \| Italie \| HTC-Columbia Women \| + 3 s \| \| 8e \| Judith Arndt \| Allemagne \| HTC-Columbia Women \| + 3 s \| \| 9e \| Regina Bruins \| Pays-Bas \| Cervélo TestTeam \| + 8 s \| \| 10e \| Annemiek van Vleuten \| Pays-Bas \| Nederland Bloeit \| + 51 s \| |                      |           |                      |                 |
| |                      |           |                      |                 |
| Source : Cycling Quotient |                      |           |                      |                 |
| Classement général |                      |           |                      |                 |
| Coureuse | Coureuse             | Pays      | Équipe               | Temps           |
| 1re | Grace Verbeke        | Belgique  | Lotto Ladies         | 3 h 09 min 27 s |
| 2e | Marianne Vos         | Pays-Bas  | Nederland Bloeit     | + 3 s           |
| 3e | Kirsten Wild         | Pays-Bas  | Cervélo TestTeam     | + 3 s           |
| 4e | Emma Johansson       | Suède     | Red Sun Cycling Team | + 3 s           |
| 5e | Adrie Visser         | Pays-Bas  | HTC-Columbia Women   | + 3 s           |
| 6e | Chantal Blaak        | Pays-Bas  | Leontien.nl          | + 3 s           |
| 7e | Noemi Cantele        | Italie    | HTC-Columbia Women   | + 3 s           |
| 8e | Judith Arndt         | Allemagne | HTC-Columbia Women   | + 3 s           |
| 9e | Regina Bruins        | Pays-Bas  | Cervélo TestTeam     | + 8 s           |
| 10e | Annemiek van Vleuten | Pays-Bas  | Nederland Bloeit     | + 51 s          |

## Réactions
Grave Verbeke est très heureusement de sa victoire. Elle a particulièrement l'ambiance lors de la montée du mur de Grammont où les supporters flamands ont scandé son nom. C'est la première victoire belge sur la course.

## Liste des participantes
| Légende | Légende                                                                    | Légende | Légende                                                    |
| ------- | -------------------------------------------------------------------------- | ------- | ---------------------------------------------------------- |
| Num     | Dossard de départ porté par le coureur sur ce Tour des Flandres            | Pos     | Position à l'arrivée de la course                          |
|         | Indique un maillot de champion national ou mondial, suivi de sa spécialité | NP      | Indique un coureur qui n'a pas pris le départ de la course |
| AB      | Indique un coureur qui n'a pas terminé la course                           | HD      | Indique un coureur qui a terminé la course hors des délais |

| HTC-Columbia Women TCW | HTC-Columbia Women TCW            | HTC-Columbia Women TCW |
| ---------------------- | --------------------------------- | ---------------------- |
| Num                    | Coureuse                          | Pos                    |
| 1                      | Ina-Yoko Teutenberg (GER) (route) | 21e                    |
| 2                      | Judith Arndt (GER)                | 8e                     |
| 3                      | Ellen van Dijk (NED)              | 64e                    |
| 4                      | Noemi Cantele (ITA)               | 7e                     |
| 5                      | Linda Villumsen (NZL) (route)     | 36e                    |
| 6                      | Adrie Visser (NED)                | 5e                     |

| Cervélo TestTeam CWT | Cervélo TestTeam CWT   | Cervélo TestTeam CWT |
| -------------------- | ---------------------- | -------------------- |
| Num                  | Coureuse               | Pos                  |
| 11                   | Regina Bruins (NED)    | 9e                   |
| 12                   | Sarah Düster (GER)     | 34e                  |
| 13                   | Mirjam Melchers (NED)  | 55e                  |
| 14                   | Lieselot Decroix (BEL) | 20e                  |
| 15                   | Iris Slappendel (NED)  | 17e                  |
| 16                   | Kirsten Wild (NED)     | 3e                   |

| Nederland Bloeit ARC | Nederland Bloeit ARC       | Nederland Bloeit ARC |
| -------------------- | -------------------------- | -------------------- |
| Num                  | Coureuse                   | Pos                  |
| 21                   | Marianne Vos (NED) (route) | 2e                   |
| 22                   | Loes Gunnewijk (NED)       | 26e                  |
| 23                   | Loes Markerink (NED)       | 47e                  |
| 24                   | Annemiek van Vleuten (NED) | 10e                  |
| 25                   | Liesbet De Vocht (BEL)     | AB                   |
| 26                   | Janneke Busser Kanis (NED) | 49e                  |

| Noris cycling NUR | Noris cycling NUR    | Noris cycling NUR |
| ----------------- | -------------------- | ----------------- |
| Num               | Coureuse             | Pos               |
| 31                | Angela Brodtka (GER) | 16e               |
| 32                | Jennifer Hohl (SUI)  | AB                |
| 33                | Marlen Jöhrend (GER) | AB                |
| 35                | Stephanie Pohl (GER) | AB                |
| 36                | Trixi Worrack (GER)  | 38e               |

| Lotto Ladies LLT | Lotto Ladies LLT             | Lotto Ladies LLT |
| ---------------- | ---------------------------- | ---------------- |
| Num              | Coureuse                     | Pos              |
| 41               | Grace Verbeke (BEL)          | 1re              |
| 42               | Kim Schoonbaert (BEL)        | 33e              |
| 43               | Rochelle Gilmore (AUS)       | HD               |
| 44               | Vicki Whitelaw (AUS)         | 31e              |
| 45               | Sofie De Vuyst (BEL)         | 48e              |
| 46               | Annelies Van Doorslaer (BEL) | 43e              |

| Red Sun Cycling Team RSC | Red Sun Cycling Team RSC       | Red Sun Cycling Team RSC |
| ------------------------ | ------------------------------ | ------------------------ |
| Num                      | Coureuse                       | Pos                      |
| 51                       | Emma Johansson (SWE)           | 4e                       |
| 52                       | Ludivine Henrion (BEL) (route) | 24e                      |
| 53                       | Marie Lindberg (SWE)           | 70e                      |
| 54                       | Laure Werner (BEL)             | HD                       |
| 55                       | Mascha Pijnenborg (NED)        | HD                       |
| 56                       | Petra Dijkman (NED)            | 50e                      |

| Valdarno VAD | Valdarno VAD                   | Valdarno VAD |
| ------------ | ------------------------------ | ------------ |
| Num          | Coureuse                       | Pos          |
| 61           | Monia Baccaille (ITA) (route)  | 12e          |
| 62           | Tania Belvederesi (ITA)        | 62e          |
| 63           | Martina Corazza (ITA)          | 57e          |
| 64           | Tatiana Guderzo (ITA) (route)  | 35e          |
| 65           | Bridie O'Donnell (AUS)         | HD           |
| 66           | Marta Vilajosana (ESP) (route) | 60e          |

| Gauss RDZ Ormu GAU | Gauss RDZ Ormu GAU      | Gauss RDZ Ormu GAU |
| ------------------ | ----------------------- | ------------------ |
| Num                | Coureuse                | Pos                |
| 71                 | Giada Borgato (ITA)     | 68e                |
| 72                 | Martine Bras (NED)      | 14e                |
| 73                 | Giorgia Bronzini (ITA)  | 23e                |
| 74                 | Julia Martisova (RUS)   | 27e                |
| 75                 | Elena Kuchinskaya (RUS) | HD                 |
| 76                 | Alessandra Borchi (ITA) | 72e                |

| Safi-Pasta Zara SAF | Safi-Pasta Zara SAF          | Safi-Pasta Zara SAF |
| ------------------- | ---------------------------- | ------------------- |
| Num                 | Coureuse                     | Pos                 |
| 81                  | Alona Andruk (UKR)           | 39e                 |
| 82                  | Inga Čilvinaitė (LTU)        | 11e                 |
| 83                  | Rasa Leleivytė (LTU) (route) | 22e                 |
| 84                  | Eneritz Iturriaga (ESP)      | 25e                 |
| 85                  | Eleonora Patuzzo (ITA)       | AB                  |
| 86                  | Oxana Kozonchuk (RUS)        | HD                  |

| Fenixs-Petrogradets FEN | Fenixs-Petrogradets FEN | Fenixs-Petrogradets FEN |
| ----------------------- | ----------------------- | ----------------------- |
| Num                     | Coureuse                | Pos                     |
| 91                      | Irina Molicheva (RUS)   | 30e                     |
| 92                      | Karin Aune (SWE)        | 42e                     |
| 93                      | Urtė Juodvalkytė (LTU)  | AB                      |
| 94                      | Corine Hierckens (BEL)  | 63e                     |
| 95                      | Monica Holler (SWE)     | HD                      |
| 96                      | Linn Torp (NOR)         | AB                      |

| Leontien.nl LNL | Leontien.nl LNL            | Leontien.nl LNL |
| --------------- | -------------------------- | --------------- |
| Num             | Coureuse                   | Pos             |
| 101             | Andrea Bosman (NED)        | 15e             |
| 102             | Chantal Blaak (NED)        | 6e              |
| 103             | Anne De Wildt (NED)        | AB              |
| 104             | Monique van de Ree (NED)   | HD              |
| 105             | Lucinda Brand (NED)        | 54e             |
| 106             | Josien van Wingerden (NED) | AB              |

| Tibco-To the Top TIB | Tibco-To the Top TIB      | Tibco-To the Top TIB |
| -------------------- | ------------------------- | -------------------- |
| Num                  | Coureuse                  | Pos                  |
| 111                  | Ruth Corset (AUS) (route) | 41e                  |
| 112                  | Joanne Kiesanowski (NZL)  | 51e                  |
| 113                  | Brooke Miller (USA)       | 13e                  |
| 114                  | Megan Guarnier (USA)      | AB                   |
| 115                  | Emma Mackie (AUS)         | AB                   |
| 116                  | Devon Haskell (USA)       | AB                   |

| SC Michela Fanini Record Rox MIC | SC Michela Fanini Record Rox MIC | SC Michela Fanini Record Rox MIC |
| -------------------------------- | -------------------------------- | -------------------------------- |
| Num                              | Coureuse                         | Pos                              |
| 121                              | Edwige Pitel (FRA)               | 40e                              |
| 122                              | Giulia Lazzerini (ITA)           | HD                               |
| 123                              | Martina Růžičková (CZE)          | HD                               |
| 124                              | Nina Ovcharenko (UKR)            | AB                               |
| 125                              | Alice Marmorini (ITA)            | AB                               |
| 126                              | Barbara Guarischi (ITA)          | HD                               |

| MTN MTW | MTN MTW                     | MTN MTW |
| ------- | --------------------------- | ------- |
| Num     | Coureuse                    | Pos     |
| 132     | Trine Schmidt (DEN)         | HD      |
| 133     | Marissa van der Merwe (RSA) | 53e     |
| 134     | Carla Swart (RSA)           | 18e     |
| 135     | Lylanie Lauwrens (RSA)      | 69e     |
| 136     | Robyn de Groot (RSA)        | 65e     |

| Hitec Products-UCK HPU | Hitec Products-UCK HPU      | Hitec Products-UCK HPU |
| ---------------------- | --------------------------- | ---------------------- |
| Num                    | Coureuse                    | Pos                    |
| 141                    | Sara Mustonen (SWE)         | HD                     |
| 142                    | Kristine Saastad (NOR)      | HD                     |
| 143                    | Tone Hatteland Lima (NOR)   | HD                     |
| 144                    | Frøydis Meen Wærsted (NOR)  | HD                     |
| 145                    | Isabelle Söderberg (SWE)    | 71e                    |
| 146                    | Margriet Helena Kloppenburg | AB                     |

| Top Girls Fassa Bortolo-Ghezzi TOG | Top Girls Fassa Bortolo-Ghezzi TOG | Top Girls Fassa Bortolo-Ghezzi TOG |
| ---------------------------------- | ---------------------------------- | ---------------------------------- |
| Num                                | Coureuse                           | Pos                                |
| 151                                | Elena Berlato (ITA)                | 37e                                |
| 152                                | Valentina Carretta (ITA)           | 67e                                |
| 153                                | Sigrid Corneo (SLO)                | 66e                                |
| 154                                | Alessandra D'Ettorre (ITA)         | 59e                                |
| 155                                | Gloria Presti (ITA)                | AB                                 |
| 156                                | Silvia Valsecchi (ITA)             | HD                                 |

| ESGL 93-GSD Gestion ESG | ESGL 93-GSD Gestion ESG | ESGL 93-GSD Gestion ESG |
| ----------------------- | ----------------------- | ----------------------- |
| Num                     | Coureuse                | Pos                     |
| 161                     | Sophie Creux (FRA)      | 73e                     |
| 162                     | Siobhan Dervan (IRL)    | AB                      |
| 163                     | Roxane Fournier (FRA)   | AB                      |
| 164                     | Élodie Hegoburu (FRA)   | AB                      |
| 165                     | Marion Rousse (FRA)     | AB                      |
| 166                     | Aurore Verhoeven (FRA)  | AB                      |

| ACS Chirio-Forno d'Asolo USC | ACS Chirio-Forno d'Asolo USC   | ACS Chirio-Forno d'Asolo USC |
| ---------------------------- | ------------------------------ | ---------------------------- |
| Num                          | Coureuse                       | Pos                          |
| 171                          | Uênia Fernandes Da Souza (BRA) | 52e                          |
| 172                          | Edita Ungurytė (LTU)           | HD                           |
| 173                          | Rosane Kirch (BRA)             | AB                           |
| 174                          | Olena Oliinyk (UKR)            | HD                           |
| 175                          | Tetyana Mykhaylova (UKR)       | HD                           |
| 176                          | Edita Janeliūnaitė (LTU)       | HD                           |

| Vienne Futuroscope FUT | Vienne Futuroscope FUT                 | Vienne Futuroscope FUT |
| ---------------------- | -------------------------------------- | ---------------------- |
| Num                    | Coureuse                               | Pos                    |
| 181                    | Pascale Jeuland (FRA)                  | AB                     |
| 183                    | Fiona Dutriaux (FRA)                   | HD                     |
| 184                    | Christel Ferrier-Bruneau (FRA) (route) | 29e                    |
| 185                    | Florence Girardet (FRA)                | AB                     |
| 186                    | Nadia Triquet-Claude (FRA)             | HD                     |

| Topsport Vlaanderen-Thompson VLL | Topsport Vlaanderen-Thompson VLL | Topsport Vlaanderen-Thompson VLL |
| -------------------------------- | -------------------------------- | -------------------------------- |
| Num                              | Coureuse                         | Pos                              |
| 191                              | Jolien D'Hoore (BEL)             | HD                               |
| 192                              | Maaike Polspoel (BEL)            | 58e                              |
| 193                              | Jessie Daams (BEL)               | HD                               |
| 194                              | Ine Beyen (BEL)                  | HD                               |
| 195                              | Sjoukje Dufoer (BEL)             | 19e                              |
| 196                              | Katrien Van Looy (BEL)           | AB                               |

| Kuota Speed Kueens KSK | Kuota Speed Kueens KSK      | Kuota Speed Kueens KSK |
| ---------------------- | --------------------------- | ---------------------- |
| Num                    | Coureuse                    | Pos                    |
| 202                    | Daniela Pintarelli (AUT)    | HD                     |
| 203                    | Michaela Matzbacher (AUT)   | AB                     |
| 204                    | Elisabeth Reiner (AUT)      | AB                     |
| 205                    | Bernadette Schober (AUT)    | AB                     |
| 206                    | Bettina Barbara Tesar (AUT) | HD                     |

| Bizkaia-Durango BPD | Bizkaia-Durango BPD         | Bizkaia-Durango BPD |
| ------------------- | --------------------------- | ------------------- |
| Num                 | Coureuse                    | Pos                 |
| 211                 | Cristina Alcalde (ESP)      | AB                  |
| 212                 | Ana Garcia (ESP)            | AB                  |
| 213                 | Catalina Rayó (ESP)         | AB                  |
| 214                 | Anna Sanchis (ESP)          | AB                  |
| 215                 | Ariadna Tudel Cuberes (AND) | AB                  |
| 216                 | Dorleta Zorrilla (ESP)      | HD                  |

| Pays-Bas NED | Pays-Bas NED      | Pays-Bas NED |
| ------------ | ----------------- | ------------ |
| Num          | Coureuse          | Pos          |
| 221          | Roxane Knetemann  | 45e          |
| 222          | Lotte van Hoek    | HD           |
| 223          | Anne Eversdijk    | HD           |
| 224          | Hannah Welter     | HD           |
| 225          | Winanda Spoor     | HD           |
| 226          | Marieke Den Otter | AB           |

| Allemagne GER | Allemagne GER       | Allemagne GER |
| ------------- | ------------------- | ------------- |
| Num           | Coureuse            | Pos           |
| 231           | Denise Zuckermandel | AB            |
| 232           | Jana Schemmer       | AB            |
| 233           | Stéphanie Borchers  | AB            |
| 234           | Franziska Merten    | AB            |
| 235           | Laura Dittmann      | HD            |
| 236           | Martina Zwick       | 61e           |

| Australie AUS | Australie AUS    | Australie AUS |
| ------------- | ---------------- | ------------- |
| Num           | Coureuse         | Pos           |
| 241           | Kirsty Broun     | AB            |
| 242           | Lauren Kitchen   | AB            |
| 243           | Carly Light      | AB            |
| 244           | Amanda Spratt    | AB            |
| 245           | Tiffany Cromwell | 32e           |
| 246           | Alexis Rhodes    | 56e           |

| États-Unis USA | États-Unis USA | États-Unis USA |
| -------------- | -------------- | -------------- |
| Num            | Coureuse       | Pos            |
| 251            | Andrea Dvorak  | 44e            |
| 252            | Janel Holcomb  | HD             |
| 253            | Sinead Miller  | HD             |
| 254            | Amber Neben    | 46e            |
| 255            | Lauren Tamayo  | AB             |
| 256            | Alisha Welsh   | AB             |

| Grande-Bretagne GBR | Grande-Bretagne GBR  | Grande-Bretagne GBR |
| ------------------- | -------------------- | ------------------- |
| Num                 | Coureuse             | Pos                 |
| 261                 | Nicole Cooke (route) | 28e                 |
| 262                 | Lucy Martin          | AB                  |
| 263                 | Hannah Mayho         | HD                  |
| 264                 | Katie Colclough      | HD                  |
| 265                 | Emma Trott           | HD                  |
| 266                 | Danielle King        | HD                  |

| HTC-Columbia Women TCW | HTC-Columbia Women TCW            | HTC-Columbia Women TCW |
| ---------------------- | --------------------------------- | ---------------------- |
| Num                    | Coureuse                          | Pos                    |
| 1                      | Ina-Yoko Teutenberg (GER) (route) | 21e                    |
| 2                      | Judith Arndt (GER)                | 8e                     |
| 3                      | Ellen van Dijk (NED)              | 64e                    |
| 4                      | Noemi Cantele (ITA)               | 7e                     |
| 5                      | Linda Villumsen (NZL) (route)     | 36e                    |
| 6                      | Adrie Visser (NED)                | 5e                     |

| Cervélo TestTeam CWT | Cervélo TestTeam CWT   | Cervélo TestTeam CWT |
| -------------------- | ---------------------- | -------------------- |
| Num                  | Coureuse               | Pos                  |
| 11                   | Regina Bruins (NED)    | 9e                   |
| 12                   | Sarah Düster (GER)     | 34e                  |
| 13                   | Mirjam Melchers (NED)  | 55e                  |
| 14                   | Lieselot Decroix (BEL) | 20e                  |
| 15                   | Iris Slappendel (NED)  | 17e                  |
| 16                   | Kirsten Wild (NED)     | 3e                   |

| Nederland Bloeit ARC | Nederland Bloeit ARC       | Nederland Bloeit ARC |
| -------------------- | -------------------------- | -------------------- |
| Num                  | Coureuse                   | Pos                  |
| 21                   | Marianne Vos (NED) (route) | 2e                   |
| 22                   | Loes Gunnewijk (NED)       | 26e                  |
| 23                   | Loes Markerink (NED)       | 47e                  |
| 24                   | Annemiek van Vleuten (NED) | 10e                  |
| 25                   | Liesbet De Vocht (BEL)     | AB                   |
| 26                   | Janneke Busser Kanis (NED) | 49e                  |

| Noris cycling NUR | Noris cycling NUR    | Noris cycling NUR |
| ----------------- | -------------------- | ----------------- |
| Num               | Coureuse             | Pos               |
| 31                | Angela Brodtka (GER) | 16e               |
| 32                | Jennifer Hohl (SUI)  | AB                |
| 33                | Marlen Jöhrend (GER) | AB                |
| 35                | Stephanie Pohl (GER) | AB                |
| 36                | Trixi Worrack (GER)  | 38e               |

| Lotto Ladies LLT | Lotto Ladies LLT             | Lotto Ladies LLT |
| ---------------- | ---------------------------- | ---------------- |
| Num              | Coureuse                     | Pos              |
| 41               | Grace Verbeke (BEL)          | 1re              |
| 42               | Kim Schoonbaert (BEL)        | 33e              |
| 43               | Rochelle Gilmore (AUS)       | HD               |
| 44               | Vicki Whitelaw (AUS)         | 31e              |
| 45               | Sofie De Vuyst (BEL)         | 48e              |
| 46               | Annelies Van Doorslaer (BEL) | 43e              |

| Red Sun Cycling Team RSC | Red Sun Cycling Team RSC       | Red Sun Cycling Team RSC |
| ------------------------ | ------------------------------ | ------------------------ |
| Num                      | Coureuse                       | Pos                      |
| 51                       | Emma Johansson (SWE)           | 4e                       |
| 52                       | Ludivine Henrion (BEL) (route) | 24e                      |
| 53                       | Marie Lindberg (SWE)           | 70e                      |
| 54                       | Laure Werner (BEL)             | HD                       |
| 55                       | Mascha Pijnenborg (NED)        | HD                       |
| 56                       | Petra Dijkman (NED)            | 50e                      |

| Valdarno VAD | Valdarno VAD                   | Valdarno VAD |
| ------------ | ------------------------------ | ------------ |
| Num          | Coureuse                       | Pos          |
| 61           | Monia Baccaille (ITA) (route)  | 12e          |
| 62           | Tania Belvederesi (ITA)        | 62e          |
| 63           | Martina Corazza (ITA)          | 57e          |
| 64           | Tatiana Guderzo (ITA) (route)  | 35e          |
| 65           | Bridie O'Donnell (AUS)         | HD           |
| 66           | Marta Vilajosana (ESP) (route) | 60e          |

| Gauss RDZ Ormu GAU | Gauss RDZ Ormu GAU      | Gauss RDZ Ormu GAU |
| ------------------ | ----------------------- | ------------------ |
| Num                | Coureuse                | Pos                |
| 71                 | Giada Borgato (ITA)     | 68e                |
| 72                 | Martine Bras (NED)      | 14e                |
| 73                 | Giorgia Bronzini (ITA)  | 23e                |
| 74                 | Julia Martisova (RUS)   | 27e                |
| 75                 | Elena Kuchinskaya (RUS) | HD                 |
| 76                 | Alessandra Borchi (ITA) | 72e                |

| Safi-Pasta Zara SAF | Safi-Pasta Zara SAF          | Safi-Pasta Zara SAF |
| ------------------- | ---------------------------- | ------------------- |
| Num                 | Coureuse                     | Pos                 |
| 81                  | Alona Andruk (UKR)           | 39e                 |
| 82                  | Inga Čilvinaitė (LTU)        | 11e                 |
| 83                  | Rasa Leleivytė (LTU) (route) | 22e                 |
| 84                  | Eneritz Iturriaga (ESP)      | 25e                 |
| 85                  | Eleonora Patuzzo (ITA)       | AB                  |
| 86                  | Oxana Kozonchuk (RUS)        | HD                  |

| Fenixs-Petrogradets FEN | Fenixs-Petrogradets FEN | Fenixs-Petrogradets FEN |
| ----------------------- | ----------------------- | ----------------------- |
| Num                     | Coureuse                | Pos                     |
| 91                      | Irina Molicheva (RUS)   | 30e                     |
| 92                      | Karin Aune (SWE)        | 42e                     |
| 93                      | Urtė Juodvalkytė (LTU)  | AB                      |
| 94                      | Corine Hierckens (BEL)  | 63e                     |
| 95                      | Monica Holler (SWE)     | HD                      |
| 96                      | Linn Torp (NOR)         | AB                      |

| Leontien.nl LNL | Leontien.nl LNL            | Leontien.nl LNL |
| --------------- | -------------------------- | --------------- |
| Num             | Coureuse                   | Pos             |
| 101             | Andrea Bosman (NED)        | 15e             |
| 102             | Chantal Blaak (NED)        | 6e              |
| 103             | Anne De Wildt (NED)        | AB              |
| 104             | Monique van de Ree (NED)   | HD              |
| 105             | Lucinda Brand (NED)        | 54e             |
| 106             | Josien van Wingerden (NED) | AB              |

| Tibco-To the Top TIB | Tibco-To the Top TIB      | Tibco-To the Top TIB |
| -------------------- | ------------------------- | -------------------- |
| Num                  | Coureuse                  | Pos                  |
| 111                  | Ruth Corset (AUS) (route) | 41e                  |
| 112                  | Joanne Kiesanowski (NZL)  | 51e                  |
| 113                  | Brooke Miller (USA)       | 13e                  |
| 114                  | Megan Guarnier (USA)      | AB                   |
| 115                  | Emma Mackie (AUS)         | AB                   |
| 116                  | Devon Haskell (USA)       | AB                   |

| SC Michela Fanini Record Rox MIC | SC Michela Fanini Record Rox MIC | SC Michela Fanini Record Rox MIC |
| -------------------------------- | -------------------------------- | -------------------------------- |
| Num                              | Coureuse                         | Pos                              |
| 121                              | Edwige Pitel (FRA)               | 40e                              |
| 122                              | Giulia Lazzerini (ITA)           | HD                               |
| 123                              | Martina Růžičková (CZE)          | HD                               |
| 124                              | Nina Ovcharenko (UKR)            | AB                               |
| 125                              | Alice Marmorini (ITA)            | AB                               |
| 126                              | Barbara Guarischi (ITA)          | HD                               |

| MTN MTW | MTN MTW                     | MTN MTW |
| ------- | --------------------------- | ------- |
| Num     | Coureuse                    | Pos     |
| 132     | Trine Schmidt (DEN)         | HD      |
| 133     | Marissa van der Merwe (RSA) | 53e     |
| 134     | Carla Swart (RSA)           | 18e     |
| 135     | Lylanie Lauwrens (RSA)      | 69e     |
| 136     | Robyn de Groot (RSA)        | 65e     |

| Hitec Products-UCK HPU | Hitec Products-UCK HPU      | Hitec Products-UCK HPU |
| ---------------------- | --------------------------- | ---------------------- |
| Num                    | Coureuse                    | Pos                    |
| 141                    | Sara Mustonen (SWE)         | HD                     |
| 142                    | Kristine Saastad (NOR)      | HD                     |
| 143                    | Tone Hatteland Lima (NOR)   | HD                     |
| 144                    | Frøydis Meen Wærsted (NOR)  | HD                     |
| 145                    | Isabelle Söderberg (SWE)    | 71e                    |
| 146                    | Margriet Helena Kloppenburg | AB                     |

| Top Girls Fassa Bortolo-Ghezzi TOG | Top Girls Fassa Bortolo-Ghezzi TOG | Top Girls Fassa Bortolo-Ghezzi TOG |
| ---------------------------------- | ---------------------------------- | ---------------------------------- |
| Num                                | Coureuse                           | Pos                                |
| 151                                | Elena Berlato (ITA)                | 37e                                |
| 152                                | Valentina Carretta (ITA)           | 67e                                |
| 153                                | Sigrid Corneo (SLO)                | 66e                                |
| 154                                | Alessandra D'Ettorre (ITA)         | 59e                                |
| 155                                | Gloria Presti (ITA)                | AB                                 |
| 156                                | Silvia Valsecchi (ITA)             | HD                                 |

| ESGL 93-GSD Gestion ESG | ESGL 93-GSD Gestion ESG | ESGL 93-GSD Gestion ESG |
| ----------------------- | ----------------------- | ----------------------- |
| Num                     | Coureuse                | Pos                     |
| 161                     | Sophie Creux (FRA)      | 73e                     |
| 162                     | Siobhan Dervan (IRL)    | AB                      |
| 163                     | Roxane Fournier (FRA)   | AB                      |
| 164                     | Élodie Hegoburu (FRA)   | AB                      |
| 165                     | Marion Rousse (FRA)     | AB                      |
| 166                     | Aurore Verhoeven (FRA)  | AB                      |

| ACS Chirio-Forno d'Asolo USC | ACS Chirio-Forno d'Asolo USC   | ACS Chirio-Forno d'Asolo USC |
| ---------------------------- | ------------------------------ | ---------------------------- |
| Num                          | Coureuse                       | Pos                          |
| 171                          | Uênia Fernandes Da Souza (BRA) | 52e                          |
| 172                          | Edita Ungurytė (LTU)           | HD                           |
| 173                          | Rosane Kirch (BRA)             | AB                           |
| 174                          | Olena Oliinyk (UKR)            | HD                           |
| 175                          | Tetyana Mykhaylova (UKR)       | HD                           |
| 176                          | Edita Janeliūnaitė (LTU)       | HD                           |

| Vienne Futuroscope FUT | Vienne Futuroscope FUT                 | Vienne Futuroscope FUT |
| ---------------------- | -------------------------------------- | ---------------------- |
| Num                    | Coureuse                               | Pos                    |
| 181                    | Pascale Jeuland (FRA)                  | AB                     |
| 183                    | Fiona Dutriaux (FRA)                   | HD                     |
| 184                    | Christel Ferrier-Bruneau (FRA) (route) | 29e                    |
| 185                    | Florence Girardet (FRA)                | AB                     |
| 186                    | Nadia Triquet-Claude (FRA)             | HD                     |

| Topsport Vlaanderen-Thompson VLL | Topsport Vlaanderen-Thompson VLL | Topsport Vlaanderen-Thompson VLL |
| -------------------------------- | -------------------------------- | -------------------------------- |
| Num                              | Coureuse                         | Pos                              |
| 191                              | Jolien D'Hoore (BEL)             | HD                               |
| 192                              | Maaike Polspoel (BEL)            | 58e                              |
| 193                              | Jessie Daams (BEL)               | HD                               |
| 194                              | Ine Beyen (BEL)                  | HD                               |
| 195                              | Sjoukje Dufoer (BEL)             | 19e                              |
| 196                              | Katrien Van Looy (BEL)           | AB                               |

| Kuota Speed Kueens KSK | Kuota Speed Kueens KSK      | Kuota Speed Kueens KSK |
| ---------------------- | --------------------------- | ---------------------- |
| Num                    | Coureuse                    | Pos                    |
| 202                    | Daniela Pintarelli (AUT)    | HD                     |
| 203                    | Michaela Matzbacher (AUT)   | AB                     |
| 204                    | Elisabeth Reiner (AUT)      | AB                     |
| 205                    | Bernadette Schober (AUT)    | AB                     |
| 206                    | Bettina Barbara Tesar (AUT) | HD                     |

| Bizkaia-Durango BPD | Bizkaia-Durango BPD         | Bizkaia-Durango BPD |
| ------------------- | --------------------------- | ------------------- |
| Num                 | Coureuse                    | Pos                 |
| 211                 | Cristina Alcalde (ESP)      | AB                  |
| 212                 | Ana Garcia (ESP)            | AB                  |
| 213                 | Catalina Rayó (ESP)         | AB                  |
| 214                 | Anna Sanchis (ESP)          | AB                  |
| 215                 | Ariadna Tudel Cuberes (AND) | AB                  |
| 216                 | Dorleta Zorrilla (ESP)      | HD                  |

| Pays-Bas NED | Pays-Bas NED      | Pays-Bas NED |
| ------------ | ----------------- | ------------ |
| Num          | Coureuse          | Pos          |
| 221          | Roxane Knetemann  | 45e          |
| 222          | Lotte van Hoek    | HD           |
| 223          | Anne Eversdijk    | HD           |
| 224          | Hannah Welter     | HD           |
| 225          | Winanda Spoor     | HD           |
| 226          | Marieke Den Otter | AB           |

| Allemagne GER | Allemagne GER       | Allemagne GER |
| ------------- | ------------------- | ------------- |
| Num           | Coureuse            | Pos           |
| 231           | Denise Zuckermandel | AB            |
| 232           | Jana Schemmer       | AB            |
| 233           | Stéphanie Borchers  | AB            |
| 234           | Franziska Merten    | AB            |
| 235           | Laura Dittmann      | HD            |
| 236           | Martina Zwick       | 61e           |

| Australie AUS | Australie AUS    | Australie AUS |
| ------------- | ---------------- | ------------- |
| Num           | Coureuse         | Pos           |
| 241           | Kirsty Broun     | AB            |
| 242           | Lauren Kitchen   | AB            |
| 243           | Carly Light      | AB            |
| 244           | Amanda Spratt    | AB            |
| 245           | Tiffany Cromwell | 32e           |
| 246           | Alexis Rhodes    | 56e           |

| États-Unis USA | États-Unis USA | États-Unis USA |
| -------------- | -------------- | -------------- |
| Num            | Coureuse       | Pos            |
| 251            | Andrea Dvorak  | 44e            |
| 252            | Janel Holcomb  | HD             |
| 253            | Sinead Miller  | HD             |
| 254            | Amber Neben    | 46e            |
| 255            | Lauren Tamayo  | AB             |
| 256            | Alisha Welsh   | AB             |

| Grande-Bretagne GBR | Grande-Bretagne GBR  | Grande-Bretagne GBR |
| ------------------- | -------------------- | ------------------- |
| Num                 | Coureuse             | Pos                 |
| 261                 | Nicole Cooke (route) | 28e                 |
| 262                 | Lucy Martin          | AB                  |
| 263                 | Hannah Mayho         | HD                  |
| 264                 | Katie Colclough      | HD                  |
| 265                 | Emma Trott           | HD                  |
| 266                 | Danielle King        | HD                  |

Source.